# 勞動及社會保障部 (羅馬尼亞)
羅馬尼亞勞動和社會保障部（羅馬尼亞語：Ministerul Muncii si Protecşii Sociale）是羅馬尼亞政府的十八個部門之一。
現任部長是馬呂斯-康斯坦丁·布戴。

## 另見
- 勞動和社會保障部 (摩爾多瓦)（英语：Ministry of Labour and Social Protection (Moldova)）

## 外部連結
- mmuncii.ro （页面存档备份，存于）
- 勞動及社會保障部的Facebook專頁
- GUV.ro （页面存档备份，存于）